# Marxismus

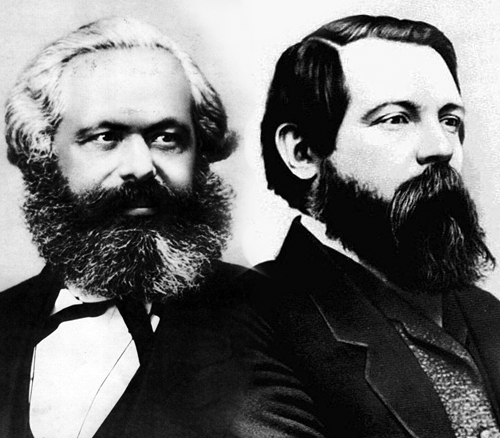
Karl Marx a Friedrich Engels, otcové marxistického myšlení, montáž fotografií z 60. let 19. století

Marxismus je metoda socioekonomické analýzy spojené s ekonomickou, politickou, společenskou teorií a praxí, vycházející z učení Karla Marxe a Friedricha Engelse a dále rozvíjená množstvím jejich následovníků. Klíčovou roli hraje kniha Kapitál (1867), ale i další Marxovy spisy. Největší důraz při zkoumání společnosti a jejího vývoje je marxisty kladen na hospodářské faktory, zejména na výrobní prostředky a na organizaci práce prostřednictvím výrobních vztahů. Marxistická teze historického materialismu tvrdí, že ekonomická základna determinuje politickou a ideologickou nadstavbu. K základním rysům marxistického myšlení patří dále kritika směřovaná vůči kapitalistickým společenským uspořádáním, popisovaným marxisty jako nestabilní, přechodné, a především vykořisťovatelské vinou toho, že výrobní prostředky vlastní menšina, což vede k třídnímu boji. Z toho vycházejí úvahy nad alternativním uspořádáním společnosti (nejprve socialistické, posléze komunistické) a otázka, jak k tomuto novému uspořádání od kapitalismu dospět.
Po Marxově smrti se marxismus rozpadl na různé směry a vznikaly pokusy o kanonizaci marxismu. Ještě za Marxova života, v 70. letech 19. století, provedl první takový pokus, spojený s univerzalizací a zjednodušením Marxova učení, Friedrich Engels. Z marxismu přitom vypustil některá původně ústřední témata jako problémy reifikace (zvěcnění) nebo odcizení. Po ustavení Druhé internacionály byla vedoucí a sjednocující silou Sociálnědemokratická strana Německa a její Erfurtský program (1891). V čele stála marxistická ortodoxie Karla Kautského, kritizovaná ovšem zprava revizionistou Eduardem Bernsteinem a dalšími centristy, zleva radikály, zejména Rosou Luxemburgovou. V prvních letech 20. století v ruském prostředí navázal svými texty Georgij Plechanov, zaměřující se na společenské vědomí, geografii a roli historických osobností v dějinném vývoji. Z Plechanova vyšel Vladimír Iljič Lenin a provedl radikální přehodnocení marxismu ve smyslu potlačení teoretického systému a ryze praktického užití všech jeho tezí v rodícím se Sovětském svazu. Marxismus mimo Sovětský svaz reprezentovali ve 20. a 30. letech maďarský myslitel György Lukács a italský filozof Antonio Gramsci.
Ve 30. letech kanonizaci a dogmatizaci sovětského marxismu dokončil Josif Vissarionovič Stalin, který směr dále „systematizoval“ vyloučením většiny kritických problémů a tezí a jednoznačnou definicí některých pojmů; z původně intelektuálně přitažlivého souboru idejí byl tak vytvořen snadno naučitelný, uzavřený a sterilní systém (marxismus-leninismus). V opozici proti dogmatickému pojetí marxismu se rozvíjel libertariánský marxismus, inspirovaný anarchismem, který odmítal autoritářský výklad marxismu-leninismu a věřil, že dělnická třída bude schopná dosáhnout svých cílů nezávisle na ústřední úloze státu a strany předvoje (komunistické strany). Jeho představitelé, pocházející nejčastěji ze západoevropských států, se pokoušeli marxismus reformovat pomocí jiných filozofických směrů. Frankfurtská škola, inspirovaná psychoanalýzou, se soustředila na kritiku buržoazních společností (kritická teorie). Pozdní Jean-Paul Sartre propojoval marxismus s existencialismem. Vědecký neomarxismus reprezentoval především Louis Althusser. Na rozvoji postmarxismu se pak nejvíce zasloužili Ernesto Laclau, Chantal Mouffeová a Slavoj Žižek.
Protože se marxismus pokouší objasnit vývoj a fungování všech složek společnosti, existují kromě marxistické ekonomie také četné další dílčí součástí marxismu či marxismem ovlivněná pojetí různých vědeckých disciplín – marxistická historiografie, marxistická geografie, marxistická sociologie, marxistická lingvistika, marxistická literární věda a další směry.

## Inspirace a zdroje
Ve svých úvahách navazoval Marx na francouzské a německé osvícenské myšlení, na německou idealistickou filozofii (zejména na dialektiku a filozofii dějin Georga Wilhelma Friedricha Hegela), na kritickou recepci Hegelových tezí ze strany mladohegelovců, na Ludwiga Feuerbacha a jeho antropologickou teorii a teorii náboženství, na francouzskou sociální myšlenkovou tradici (z ní ponejvíce na utopický socialismus Henriho de Saint-Simon) a rovněž na klasickou britskou politickou ekonomii, především teorii hodnoty Davida Ricarda. Vladimír Iljič Lenin tyto evropské kořeny Marxova myšlení zdůrazňoval a tvrdil, že Marxova genialita nespočívala v něčem zcela novém, nýbrž v odpovědích na již vytyčené pokrokové otázky.

## Vývoj a představitelé

### Do roku 1917

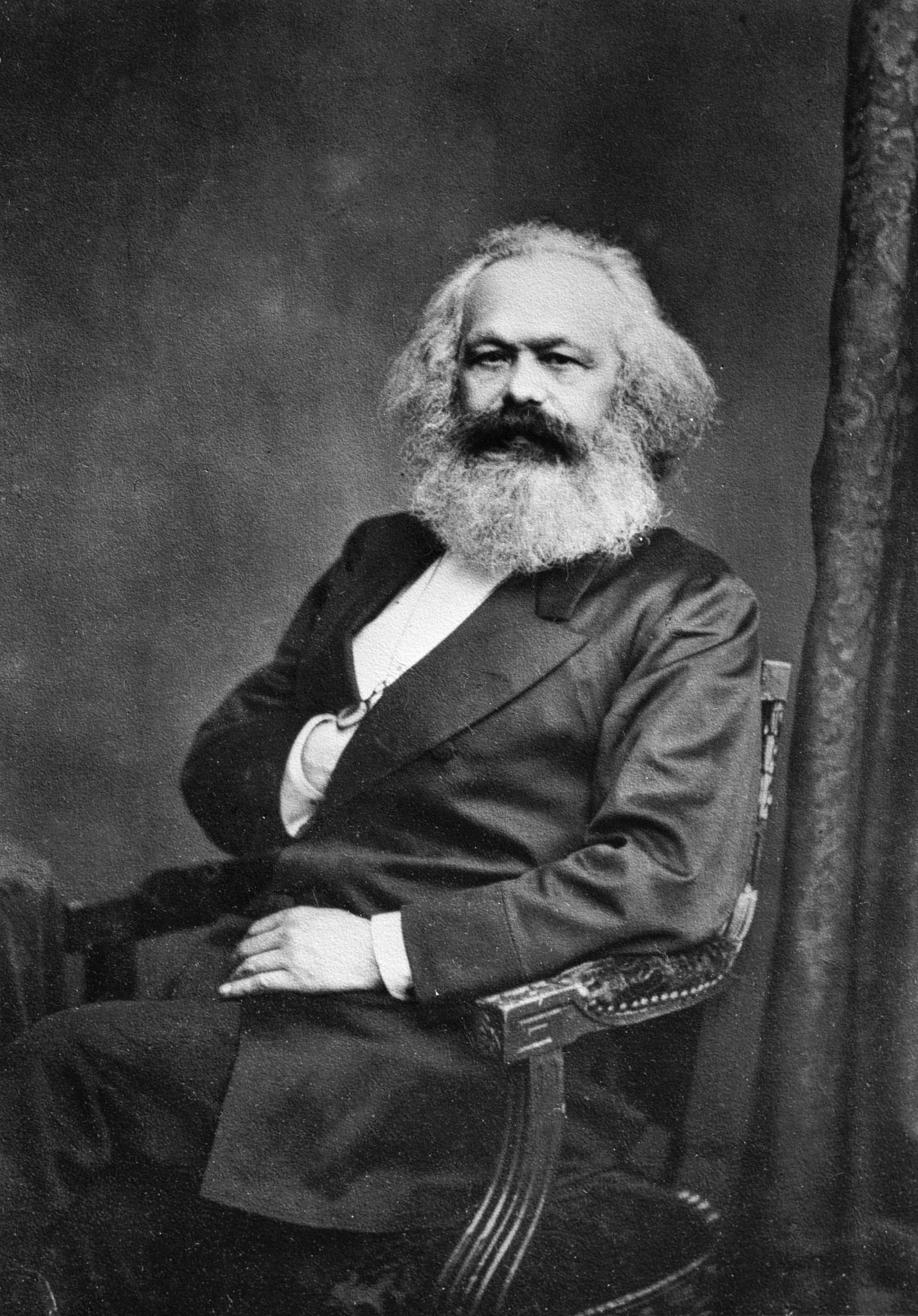
Karl Marx (před rokem 1876)

Prvním myslitelem, který marxismus dále rozvíjel, byl ještě za Marxova života Friedrich Engels. V knize Pana Eugena Dühringa převrat vědy (1878, obvykle označována pouze jako Anti-Dühring) rozdělil Marxovy teorie na tří základní soubory tezí: na filozofii (v níž převládá koncept dialektiky), politickou ekonomii (vystavěnou kolem teorie nadhodnoty) a socialismus (ve kterém předchozí teze měly teoreticky i prakticky vyústit v uskutečnitelné společenské uspořádání, lišící se svou vědeckostí od starších pokusů utopického socialismu). Svými zásahy proměnil Engels marxismus v univerzální teorii, zahrnující také přírodovědu nebo sociologii, tedy obory, do kterých sám Marx příliš hluboko nepronikal. Zároveň však vypustil některá původně ústřední témata jako otázku reifikace (zvěcnění) nebo problém odcizení.
Období od Marxovy smrti (1883) až do začátku první světové války je někdy popisováno jako „zlatý věk“ marxismu. Marxistické myšlenky a jejich prosazování byly v této době spojeny s Druhou internacionálou, ustavenou roku 1889. V západní Evropě byla politicky nejvlivnější a nejprestižnější marxistickou silou Sociálnědemokratická strana Německa (SPD). Ve svém Erfurtském programu (1891) kromě praktických politických požadavků (jako všeobecné volební právo, bezplatné školství, progresivní zdanění) upozorňovala také na dobové společenské problémy v tradici marxistické kritiky kapitalismu. Poukazovala především na vznik monopolů, na úpadek střední třídy a nárůst chudoby proletariátu a na nevyhnutelné směřování dějinného vývoje směrem ke společnému vlastnictví a beztřídní společnosti. Působení SPD dodávalo směru zdání jednoty, přestože již začínalo docházet k jeho štěpení.

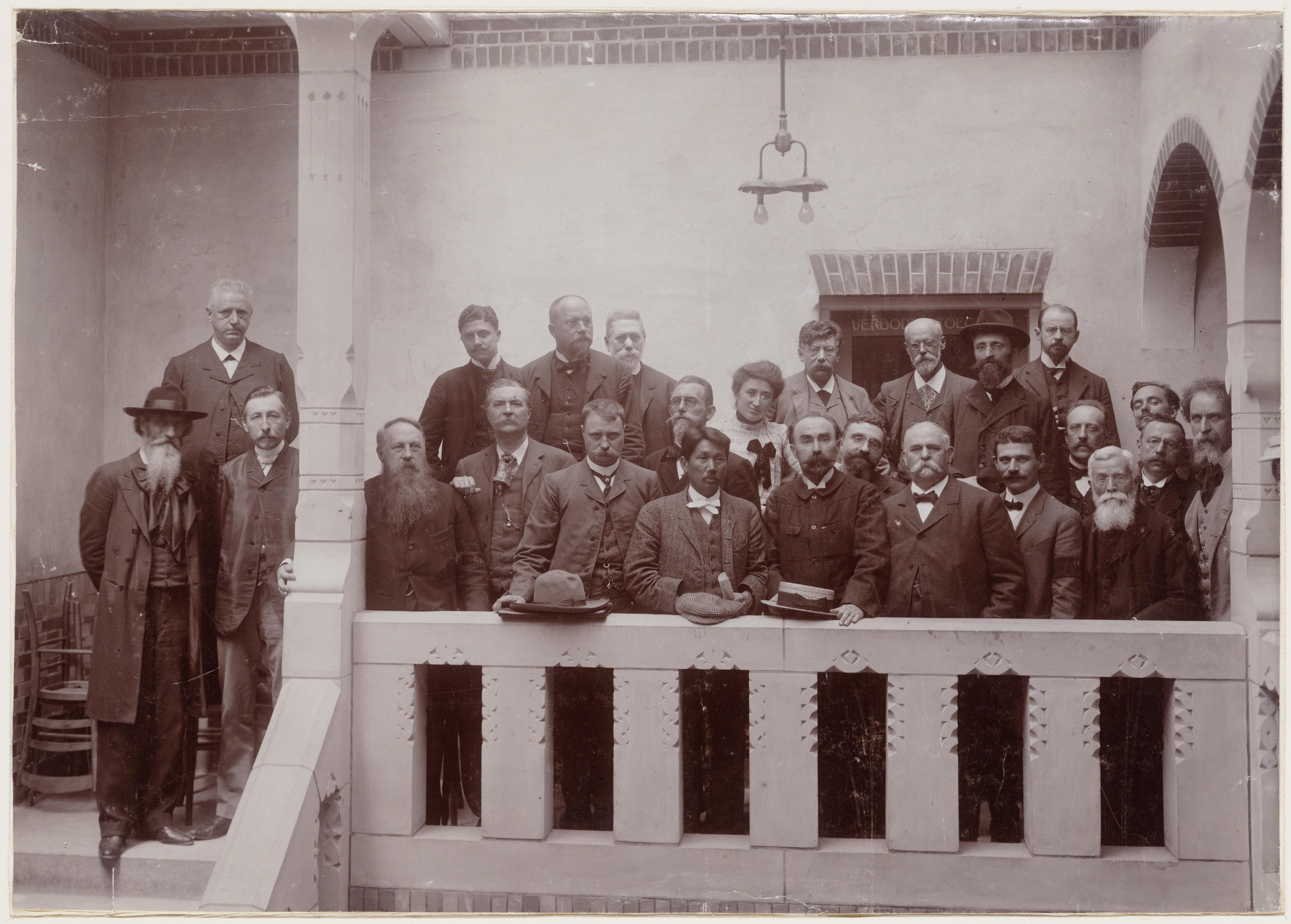
Amsterdamský kongres Druhé internacionály (1904), na snímku mimo jiné Rosa Luxemburgová (horní řada, pátá zleva od sloupu), Karl Kautsky (horní řada, sedmý zleva) nebo Georgij Plechanov (spodní řada, pátý zleva)

Vedoucím představitelem ortodoxního marxismu byl v období Druhé internacionály Karl Kautsky (1854–1938). Jeho pasivní a vyčkávací přístup vycházel z většího důrazu kladeného na dějinný determinismus. Vzhledem k předpokládané nevyhnutelnosti přechodu kapitalismu v socialistické zřízení oddaloval revoluční aktivitu do doby, až pro ni budou podmínky ještě příznivější. Kautského přístup představoval střední proud a kritizovali jej marxističtí myslitelé zprava i zleva. Z umírněnějších pozic jej napadal Eduard Bernstein, jenž tvrdil, že je nutné mnohé Marxovy názory revidovat, neboť od Marxových časů dochází v průmyslových společnostech k postupnému vývoji a revoluce nakonec nebude nutná. Zleva kritizovala Kautského polská radikální marxistka Rosa Luxemburgová (1871–1919), odsuzující prosazování požadavků parlamentní cestou, vlažnost v revolučních otázkách a neochotu přistupovat k opatřením jako generální stávka. Své názory na nejvhodnější postup předložila především ve spise Masová stávka, strana a odbory (1906), kde navrhla vyvolat vlnu stávek, demonstrací, pochodů a mítinků. Důraz však kladla na spontánní dělnickou iniciativu a organizaci; protesty dělnických mas měly vznikat organicky, zdola, sice za dohledu a podpory socialistické strany, avšak bez jejího direktivního vedení.
K dalším výrazným marxistům předválečné doby patřili Wilhelm Liebknecht (1826–1900) a jeho synové Karl Liebknecht (1871–1919) a Theodor Liebknecht (1870–1948). Wilhelm Liebknecht byl starší než generace Kautského či Bernsteina; a zatímco oni přebírali své myšlenky od Engelse, Liebknecht se odvolával na samotného Marxe, se kterým byl za jeho života v kontaktu. Marxovy texty považoval za geniální a nezměnitelné a při přípravě programu ostře napadal návrhy na změny některých pojmů či formulací. Odmítal nahrazení některých původem cizích slov jejich německým ekvivalentem (například kapitál, produkce nebo kapitalismus), mimo jiné nesouhlasil se snahami nahradit „výrobní prostředky“ (německy Produktionsmittel) spojením „pracovní prostředky“ (německy Arbeitsmittel), s tím, že Marx dal těmto dvěma pojmům různý obsah. V některých bodech se nicméně i Wilhelm Liebknecht od Marxe odchyloval. Zejména předpokládal, že nastolení beztřídní společnosti bude možné ihned po pádu kapitalismu, bez mezistupně v podobě diktatury proletariátu. Navíc prohlašoval, že jakkoliv plně důvěřuje Marxovi v teoretických otázkách, při jejich uvádění do praxe se více spoléhá na vlastní úsudek.

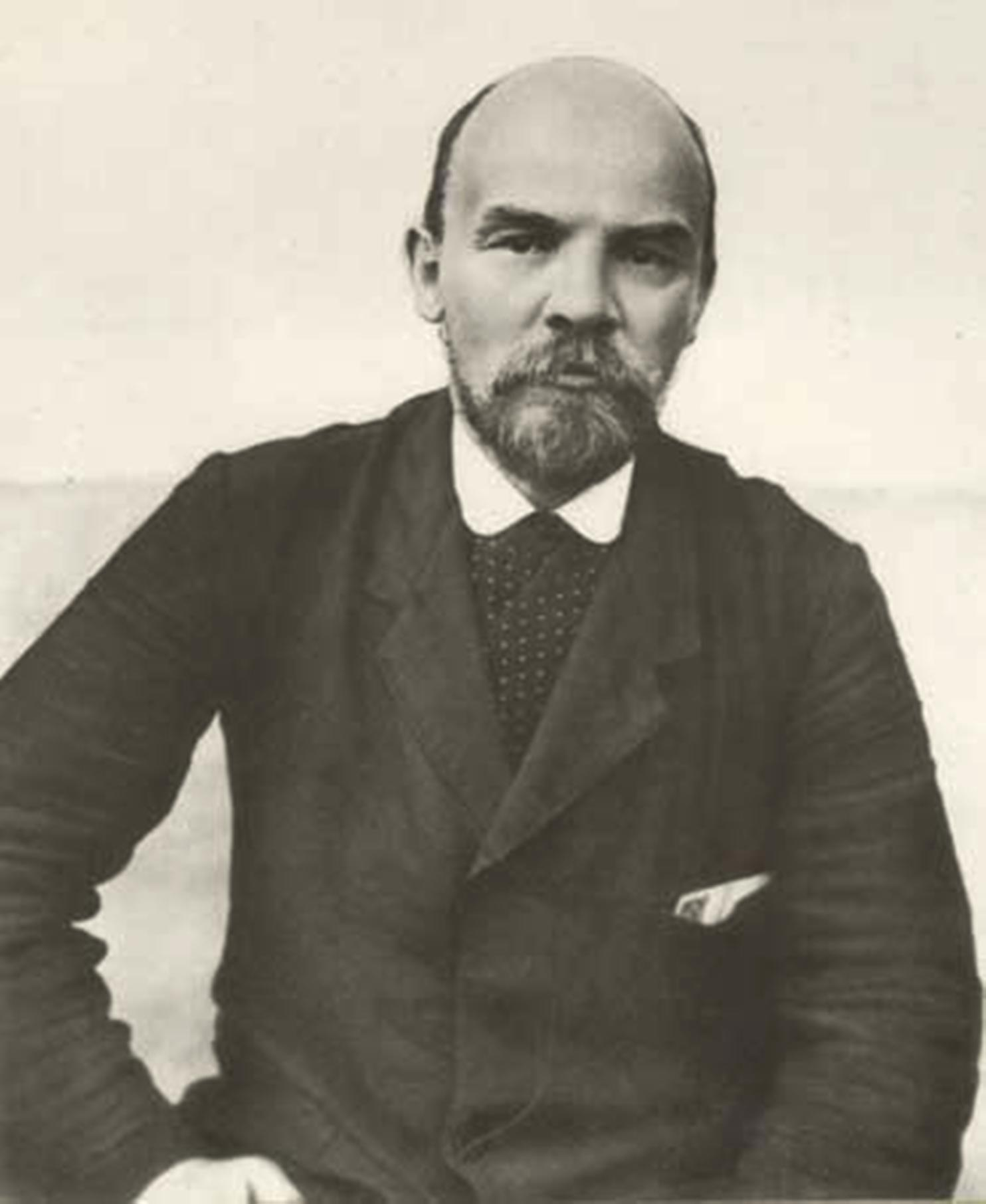
Vladimir Iljič Lenin, ruský politik, revolucionář a tvůrce leninismu, na fotografii z roku 1914

Marxistické myšlenky rozvíjeli také ruští myslitelé. Systematický a kanonický výklad marxismus zajistil Georgij Plechanov svou sérií přednášek Materialistické pojetí dějin (1901) a textem O vývoji monistického pohledu na dějiny (1895, přepracováno 1905). Zaměřil se na koncept společenského vědomí (sociální psychologie) a na roli geografických podmínek a významných historických osobností v dějinném vývoji. Plechanovovo dílo bylo hlavním východiskem pro Vladimira Iljiče Lenina. Ten ruský marxismus radikálně proměnil. Odstranil z něj spekulativní a teoretické součásti a veškeré jeho teze poměřoval a upravoval na základě jejich praktické politické a společenské využitelnosti. Přestože měl Lenin osobně blízko k Rose Luxemburgové, byly jeho názory a politika z její strany často kritizovány. Negativně se vyjádřila k jeho centralizaci stranické moci v publikaci Organizační otázky ruské sociální demokracie (1904) a jeho postup během Říjnové revoluce odsoudila knihou Ruská revoluce (1918).

### Po roce 1917
Nástup ruských bolševiků k moci během Říjnové revoluce (1917) a jejich následná vláda vedla v evropských marxistických kruzích k zásadnímu rozkolu. Část myslitelů se sice pokoušela hledat alternativní cesty, většina se však přiklonila k Leninově interpretaci marxismu a přijala jak bolševický styl vedení komunistické strany, tak ruské a později sovětské prosazování svých politických zájmů prostřednictvím Kominterny. Nejzásadnějšími autory byli ve 20. a 30. letech maďarský myslitel György Lukács a italský filozof Antonio Gramsci, oba, ač intelektuálové, naklonění marxismu leninského typu. Lukács byl známý především svou kritikou buržoazního světonázoru, který považoval za nepřijatelně statický, předmětný a fragmentární, a optimistickými úvahami o rostoucím proletářském vědomí. Zabýval se také otázkami estetiky a zkoumáním literatury. Gramsci přehodnotil tradiční marxistickou koncepci ekonomické základny a zavedl pojem hegemonie, ideologickou a institucionální nadvládu dominující třídy. Ve svých pracích vyjádřil přesvědčení, že dělnictvo, chce-li uspět v revolučním protikapitalistickém převratu, musí vychovat své vlastní intelektuály.

Sovětskou kanonizaci a dogmatizaci marxismu dokončil Josif Vissarionovič Stalin textem O dialektickém a historickém materialismu (1938). V něm Leninovu verzi marxismu dále „systematizoval“ vyloučením většiny zbývajících kritických problémů a pojmů, jednoznačnou a snadno osvojitelnou definicí vybraných pojmů a tabuizací veškerých změn nebo dalšího rozpracovávání. Sociolog Miloslav Petrusek okomentoval tuto proměnu shrnutím, že z původního souboru idejí, přitažlivého pro dobové intelektuály, byl marxismus svou sovětskou podobu přetvořen ve sterilní a vyprázdněný systém, jehož jednoduchost ale vedla k masové přitažlivosti a snadnému učení (marxismus-leninismus-stalinismus, později nazývaný pouze marxismus-leninismus). Alternativou ke stalinismu se stal trockismus, myšlenkový proud vycházející z idejí formulovaných Lvem Davidovičem Trockým, mimo jiné jeho teorie permanentní revoluce.

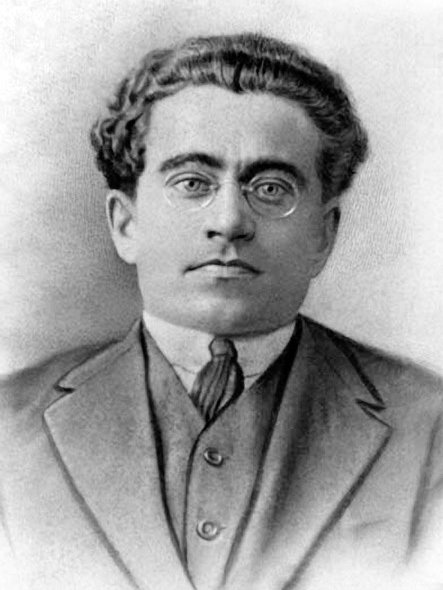
Italský marxistický filozof Antonio Gramsci, fotografie z roku 1922

Výraznější myšlenkovou opozici vůči dogmatickému sovětskému pojetí marxismu začaly po druhé světové válce, a zejména pak od 60. let, nabízet západní marxistické směry, také označované jako antiautoritářský či libertariánský marxismus. Jejich představitelé, pocházející nejčastěji ze západoevropských států, se pokoušeli marxismus reformovat a omladit pomocí novějších filozofických směrů. Frankfurtská škola, zastoupená nejvýrazněji Maxem Horkheimerem a Theodorem W. Adornem a inspirovaná psychoanalýzou, se soustředila na analýzu a kritiku soudobých buržoazních společností, čímž dala již ve 30. letech 20. století vzniknout kritické teorii. Jean-Paul Sartre v pozdním období své tvorby propojoval marxismus s vlastním osobitým pojetím existencialismu. Vědecký neomarxismus pak reprezentoval především Louis Althusser, významný příznivce autonomie vědy, jehož myšlení bývá často přirovnáváno ke strukturalismu, a to přesto, že on sám toto srovnání ostře odmítal. Ve svých dílech se pokoušel o zformulování exaktního teoretického systému a před historickým bádáním dával přednost analýze aktuální společenské situace. Pracoval přitom především s koncepty „ideologie“ a „problematiky“ (ve smyslu „teoretické formace“ problémů a možností jejich zkoumání).

## Marxistická historiografie

### Marxistická periodizace dějin
Společensko–ekonomické formace:
1. prvobytně pospolná společnost (označovaná též jako „prvotní komunismus“ (do 3. tisíciletí př. n. l.) ~ pravěk
2. asijský výrobní způsob (od 3. tisíciletí př. n. l. do 753 př. n. l.)
3. antický výrobní způsob (od 753 př. n. l. do 378 n. l.)
4. feudalismus (od 378 do 1648, v českých zemích do 1848) ~ středověk
5. kapitalismus (od 1648 do 1917, v českých zemích od 1848 do 1948) ~ novověk
6. komunismus (socialismus od 1917, v Československu od 1948)

Lenin spojil asijský výrobní způsob a antický výrobní způsob v otrokářský řád ~ starověk.[zdroj?] Zároveň ztotožnil první fází komunismu se socialismem. Zavedl nový pojem imperialismus jako nejvyšší stadium kapitalismu.

## Marxistická literární věda

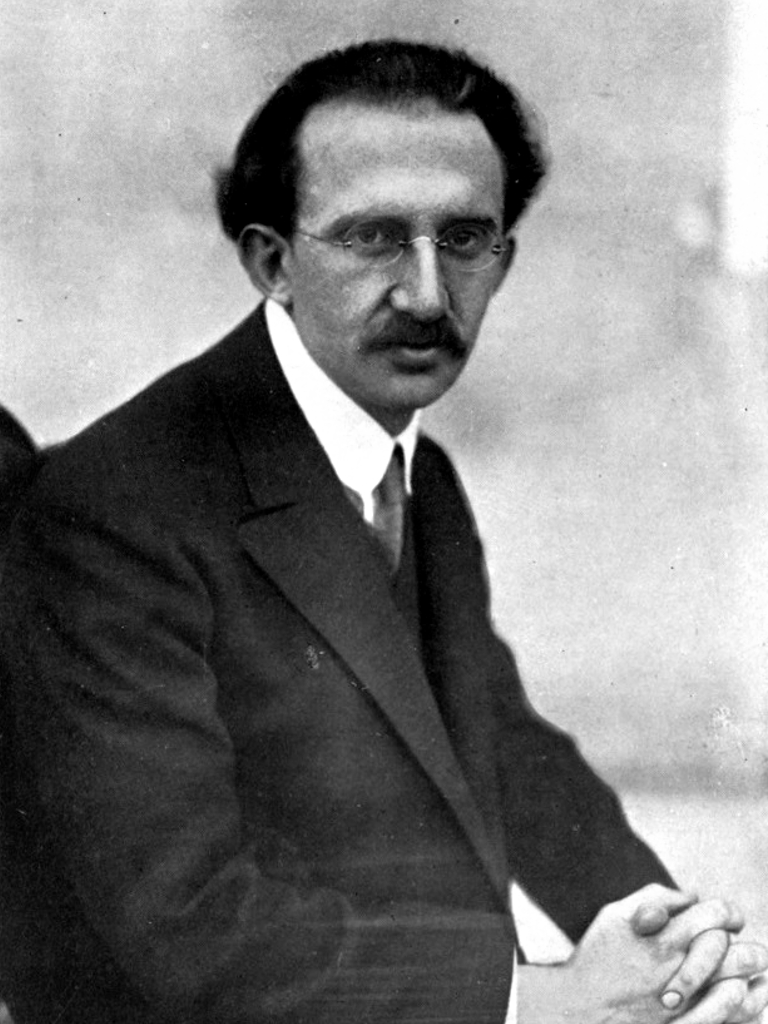
György Lukács, jeden z nejdůležitějších marxistických literárních vědců, na fotografii z roku 1919

Marxistická literární věda spojuje různé myšlenkové proudy, hodnotící stejným způsobem socioekonomický, historický a politický vývoj; v mnoha jiných otázkách, například ohledně podstaty literatury a jazyka, se od sebe nicméně mohou lišit, nevytvářejí proto jednotný teoretický rámec. Nejsilnějším jednotícím prvkem je materialistické přesvědčení o určujícím vlivu ekonomických podmínek a vztahů na kulturu; literaturu, jakožto jednu ze součástí nadstavby, proto v marxistickém pojetí nelze zkoumat izolovaně od ekonomické základny.
Marx a Engels se k otázkám kultury a literatury vyjadřovali pouze všeobecně a k významnějšímu rozvíjení marxistické literární vědy došlo až po první světové válce, v souvislosti se vznikem Sovětského svazu a šířením kulturně-osvětových organizaci dělnictva (Proletkult). V prostředí ruské literární vědy pak v polovině 20. let 20. století vyvrcholil spor mezi marxistickým přístupem ke zkoumání literatury a formalismem. Ruští marxisté (jako Lev Davidovič Trockij nebo Anatolij Lunačarskij) zdůrazňovali podřízenost umění společenské realitě a to, že je nejen vhodné, ale dokonce nutné, aby se nové umělecké formy této skutečnosti přizpůsobovaly a zobrazovaly ji. Formalisté (jako Viktor Šklovskij nebo Boris Ejchenbaum) naproti tomu tvrdili, že literární systém funguje a vyvíjí se samostatně, bez ohledu na společenské změny; nová umělecká forma podle nich nepřichází proto, aby vyjádřila novou skutečnost, nýbrž proto, aby nahradila starý, vyčerpaný způsob tvorby. Tento rozdíl mezi marxismem a formalismem vedl k tomu, že každý směr preferoval jiný typ umění; zatímco formalisté dávali přednost modernistickým a avantgardním experimentům, marxisté pokládali za správný typ literární tvorby realismus a směry na něj navazující a zachycující společenskou skutečnost (zejména socialistický realismus). Důraz marxistů na společenskou angažovanost díla, formalisty zpochybňovanou, pak vedl také k dalším požadavkům, které marxistická literární věda na dílo kladla: a sice jasné vyjádření světonázoru, přístupnost širokým masám a schopnost předávat poznatky či mravní ponaučení.

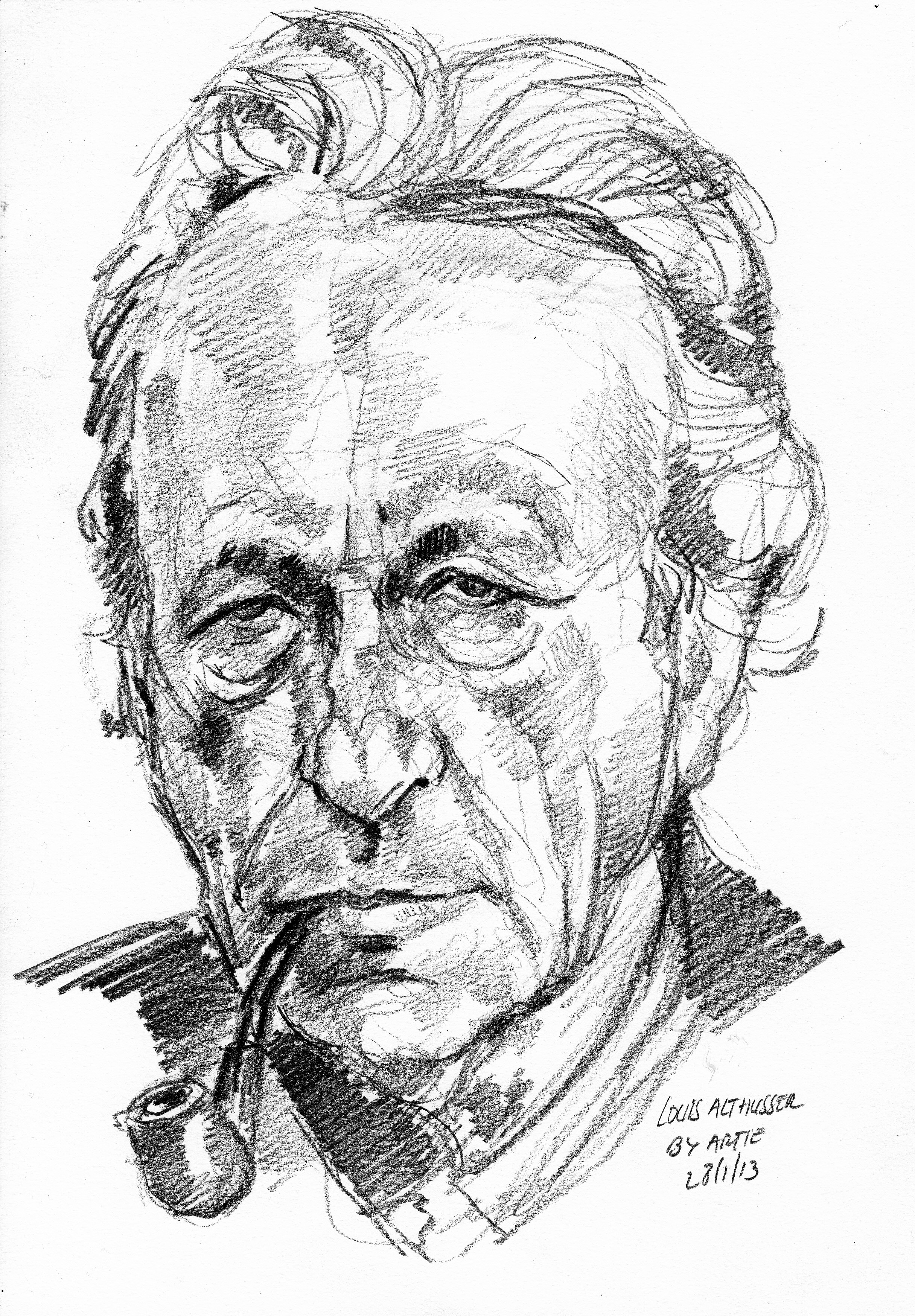
Portrét Louise Althussera, francouzského marxisty, který svými úvahami silně ovlivnil většinu pozdní marxistické literární vědy

Od 30. let 20. století docházelo ve Východním bloku, zejména Sovětském svazu, k postupné dogmatizaci marx-leninské literární vědy a její proměně v ideologickou cenzuru. Úlohou spisovatelů a literárních vědců mělo být politické a výchovné působení směrem k lidu a eliminace uměleckého individualismu, subjektivity a vůbec veškerých „reakčních a úpadkových"“ způsobů tvorby. Odsuzován byl formalismus nebo lartpourlartismus; podněty z ostatní směrů literárního bádání byly zavrhovány a označovány za „buržoazní metodologii“, potlačována byla však také jakákoliv vnitřní kritika. K nejvýznamnějším marxistickým literárním komparatistům v Sovětském svazu patřil Viktor Maximovič Žirmutskij (1891–1971). Charakteristický je jeho pohled na literární historii evropských národů jako jednoduchý společensky podmíněný vývoj: od renesance, přes baroko, klasicismus, romantismus, realismus, naturalismus a modernu až k nejvyspělejšímu směru: socialistickému realismu.
Mimo Sovětský svaz byl výrazným literárněvědným myslitelem v rámci klasického marxismu maďarský teoretik György Lukács (1885–1971), jehož teorie jsou ortodoxnímu sovětskému marxismu sice strukturálně podobné, vnitřně jsou však mnohem rozrůzněnější a podrobnější; rozpracovával mimo jiné teorii odrazu. Ve Spojených státech působil Fredric Jameson (narozen 1934), který kromě vlivu ekonomické základny na nadstavbu zdůrazňoval také rozhodující vliv ideologie – přítomnost ideologie v myšlení je podle něj dána základnou, a všechny myšlenkové pozice jsou proto některou z ideologií ovlivněny. Možnou cestou překonání tohoto vlivu bylo podle Jamesona kolektivní třídní vědomí. Podobně k úvahám o ideologii přistupoval také Frank Lentricchia (narozen 1940), který se proto zcela vzdával možného nároku na objektivní pravdivost výroků o literatuře, čímž se od hlavního marxistického proudu, typického svou apelativností, odchyloval.
Mechanické modely pracující se základnou a nadstavbou se pokusili po druhé světové válce inovovat západní marxisté, zejména pak Frankfurtská škola. Kromě marxismu navazovali i na další významné myšlenkové směry 20. století, zejména na strukturalismus a psychoanalýzu. Theodor W. Adorno přišel s tezí, že umění, včetně literatury, dává možnost vymanění z ideologie a identity (kterou vnímal jako praformu ideologie). Proto preferovala Frankfurtská škola modernistické experimenty před realistickou literaturou, a k věci tedy přistupovala tedy právě naopak než tradičnější marxismus. Francouzský marxista Louis Althusser zdůrazňoval schopnost literárních textů učinit ideologii viditelnou. Autoři na něj navazující se pak pokoušeli formulovat možnost objektivní a ne-ideologické kritiky ideologie na základě teoretických a poznávacích mechanismů, odvozených především z raného Marxe. Terry Eagleton například položil důraz na skutečnost lidské tělesnosti; kritika ideologie je pak možná objektivní analýzou lidských materiálních potřeb a požadavků (práce, sexualita, sociální interakce) a srovnáním těchto potřeb se skutečností společenských struktur. Teze marxistické literární vědy posléze ovlivnily také některé pozdější úspěšné literárněteoretické proudy (jako nový historismus nebo kulturní materialismus), ty však již k marxismu běžně počítány nejsou.